# 10223 Zashikiwarashi
10223 Zashikiwarashi (1997 UD11) là một tiểu hành tinh vành đai chính được phát hiện ngày 31 tháng 10 năm 1997 bởi T. Urata ở Đài thiên văn Nihondaira.